# Olimpíada d'escacs de 2018
L'Olimpíada d'escacs de 2018 fou la 43a edició oficial de les Olimpíades d'escacs, torneig d'escacs organitzat per la Federació Internacional d'Escacs (FIDE) i que comprèn un torneig obert i un de femení, així com diversos esdeveniments per a promoure el joc d'escacs. Va tenir lloc a Batum, Geòrgia, del 23 de setembre al 7 d'octubre de 2018. La Federació d'Escacs de Geòrigia també fou l'amfitrió de la Copa del Món de 2017 que tingué lloc a Tbilisi.

## Procés de licitació
En el 85è Congrés de la FIDE que tingué lloc durant la 41è Olimpíada d'Escacs, la FIDE va rebre ofertes per fer d'amfitrió per la Copa del Món de 2017 i l'Olimpíada de 2018 de les federacions nacionals de Geòrgia i Sud-àfrica. Sud-àfrica va proposar Ciutat de Sol i Durban com locals, mentre Geòrgia va proposar Tbilisi i Batumi respectivament. Tot i que Garri Kaspàrov va expressar suport per l'oferta sudafricana durant la seva campanya presidencial de la FIDE, l'oferta de Geòrgia va guanyar, rebent 93 vots contra els 58 de Sud-àfrica.